# Przestrzeń punktokształtna
Przestrzeń punktokształtna – przestrzeń topologiczna, która nie zawiera continuów złożonych z więcej niż jednego punktu. Pojęcie przestrzeni punktoształtnej wprowadził Zygmunt Janiszewski w 1912 roku.

## Własności i przykłady
- Każda przestrzeń dziedzicznie niespójna jest punktokształtna. Przeciwna implikacja na ogół nie zachodzi jednak każda zwarta przestrzeń punktokształtna jest również dziedzicznie niespójna.
- W klasie przestrzeni lokalnie zwartych zerowymiarowość, całkowita niespójność, dziedziczna niespójność i punktokształtność są równoważne.
- Jeżeli przestrzeń metryczna ośrodkowa zawiera podprzestrzeń homeomorficzną z każdą punktokształtną przestrzenią metryczną ośrodkową, to zawiera również podprzestrzeń homeomoriczną z kostką Hilberta[2].
- Przykładem przestrzeni punktokształtnej jest miotełka Knastera-Kuratowskiego.